# Impromptu
Um impromptu (em português, "improviso") é uma forma musical livre com caráter de improvisação. Pode ser escrita para qualquer instrumento solista, mas a grande maioria é escrita para piano.
O termo foi usado pela primeira vez em 1817, no jornal artístico alemão Allgemeine musikalische Zeitung, como forma de descrever uma peça para piano escrita por Voříšek. Não demorou até que a primeira geração de compositores românticos levassem adiante essa ideia. Schubert publicou duas séries de quatro impromptus, e Chopin escreveu três, mais a Fantaisie-Impromptu. Esta forma continuou popular durante todo o século XIX.
No século XX há poucos exemplos de compositores que nomearam suas peças com esse nome. Um exemplo são as Fantasias-Impromptu escritas por Donald Martino, em 1980. O grupo de  rock inglês Queen também apresentou em 1986 uma música chamada "Impromptu", em seu show no estádio de Wembley.